# 5 Plus TV

Logo von 5+ HD

5 Plus (Marktauftritt 5+) ist ein überregionaler privater Fernsehsender aus der Schweiz, der seit 11. September 2014 auf Sendung ist.
Das Programm beinhaltet Filme, Dokumentation, Serien sowie Eigenproduktionen der 3 Plus Group AG.

## Organisation
Das Programm mit dem Markennamen 5+ wird vom Unternehmen 3 Plus TV Network AG hergestellt, das wiederum der 3 Plus Group AG gehört, der Trägerin der Fernsehkonzession. Dem Verwaltungsrat der 3 Plus Group AG gehören an: Dominik Kaiser als Verwaltungsratspräsident sowie Walter Häusermann (ehemals Leiter Finanzcontrolling bei Swatch Group sowie in Führungspositionen bei verschiedenen Unternehmen), Martin Spieler (Chefredakteur der SonntagsZeitung, zuvor der Handelszeitung) und seit September 2008 Helmut Thoma (ehemaliger Geschäftsführer von RTLplus Deutschland Fernsehen GmbH & Co. KG).

## Empfang
Aus lizenzrechtlichen Gründen ist 5+ nur in der deutschsprachigen Schweiz über Kabel bei UPC Schweiz, Swisscom TV und vielen lokalen Anbietern empfangbar. Ein Empfang ausserhalb der Schweiz via Internet und Satellit ist nicht möglich.